# Tiedemann (Adelsgeschlecht)

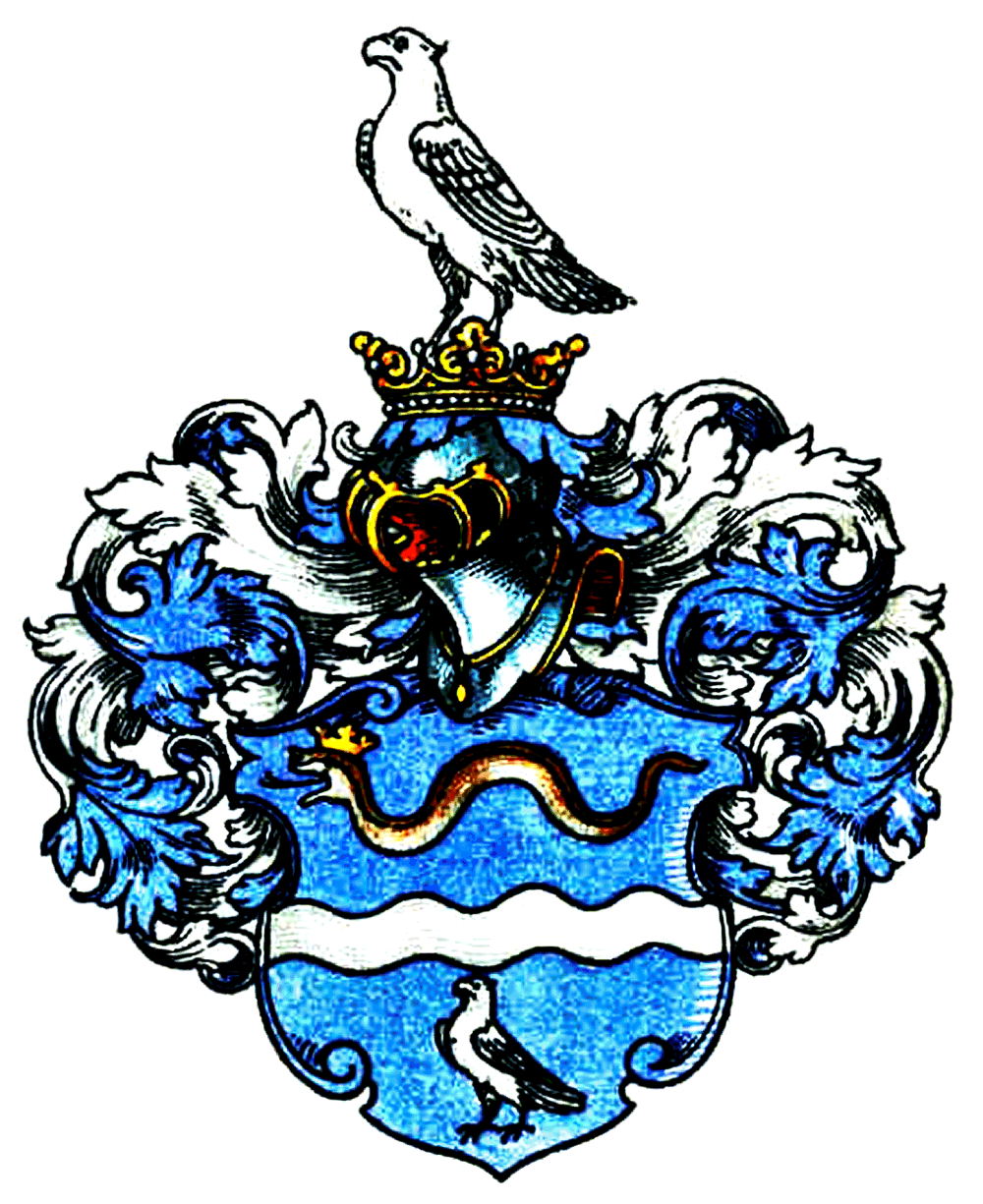
Wappen derer von Tiedemann

Tiedemann ist der Name eines westpreußischen Adelsgeschlechts. Zweige der Familie bestehen gegenwärtig fort.
Es besteht keine Verwandtschaft zur gleichnamigen briefadeligen Familie, der Christoph und dessen Sohn Adolf von Tiedemann angehörten.

## Geschichte
Die Herkunft der Familie Tiedemann ist nicht gesichert. Die Mitteilung in Siebmachers Wappenbuch von 1878, die Familie sei am 11. Oktober 1522 in der Person des Oberstleutnants Georg Tiedemann durch Kaiser Karl V. in den Reichsadel erhoben worden, ist nicht belegt. Bisher konnte die Familie bis ins 16. Jahrhundert genealogisch zurückverfolgt werden.
Demnach wurde die Familie mit dem aus Vechta im Niederstift Münster gebürtigen Caspar Tideman, der nach 1538 (Brand von Vechta) in Danzig dauernd heimisch wurde, ebd. erstmals urkundlich erwähnt und beginnt ihre Stammreihe mit dem Danziger Reeder und Fernhändler Hans Tidemann († 1617). In den folgenden Generationen versippte sich die Familie mit dem Danziger Stadtpatriziat und dem pommerellischen und pommerschen Landadel. Ab dem Ende des 16. Jahrhunderts gelangten die Tiedemann durch Erbschaft oder Kauf in den Besitz adliger Güter.
Der königlich polnische Hauptmann und Erbherr auf Prangschin, Ferdinand von Tiedemann erhielt am 11. November 1724 die polnische Adelsbestätigung. Seine Söhne Franz Gerhard von Tiedemann auf Prangschin und Woyanow, Carl Eduard von Tiedemann auf Goschin und Ludwig Ferdinand von Tiedemann auf Russoschin u. a. erhielten 1774 durch Huldigung nach der preußischen Landnahme die preußische Adelsanerkennung.
Eine preußische Namen- und Wappenvereinigung mit den erloschenen Danziger von Brandis, die am 14. August 1554 in den Reichsadelsstand gehoben wurden, als von Tiedemann genannt von Brandis erging in Berlin am 13. Dezember 1820 für den preußischen Kammerherrn und Landschaftsdirektor Franz von Tiedemann auf Prangschin und Woyanow. Diese Linie ist mit dem 1944 gefallenen Oberleutnant Reinhard von Tiedemann genannt von Brandis im Mannesstamm erloschen.
Die am 16. April 1920 in Berlin gegründete von Tiedemannsche Familienstiftung umfasst die ehelichen Nachkommen des Ferdinand von Tiedemann (1691–1749), Herrn auf Prangschin und Russoschin, und der Florentina Concordia Brandis und wurde am 19. Oktober 1964 in den von Tiedemannschen Familienverband umgewandelt.
Das Familienarchiv befindet sich im Hessischen Staatsarchiv Darmstadt (Bestand O 59 Tiedemann).

## Wappen

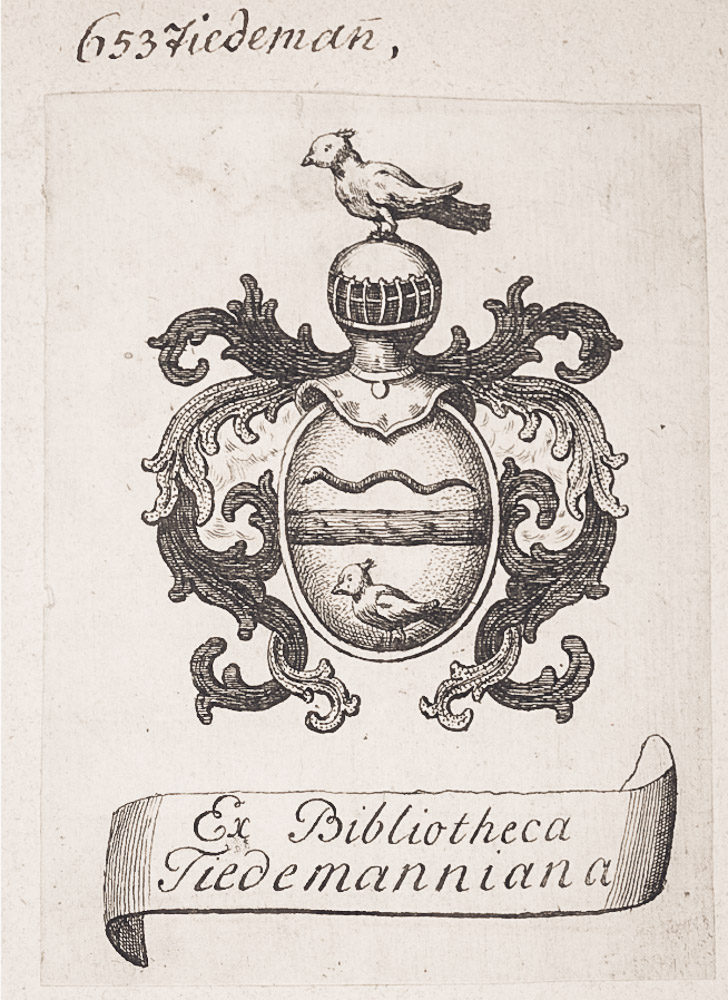
Wappen derer von Tiedemann auf Exlibris
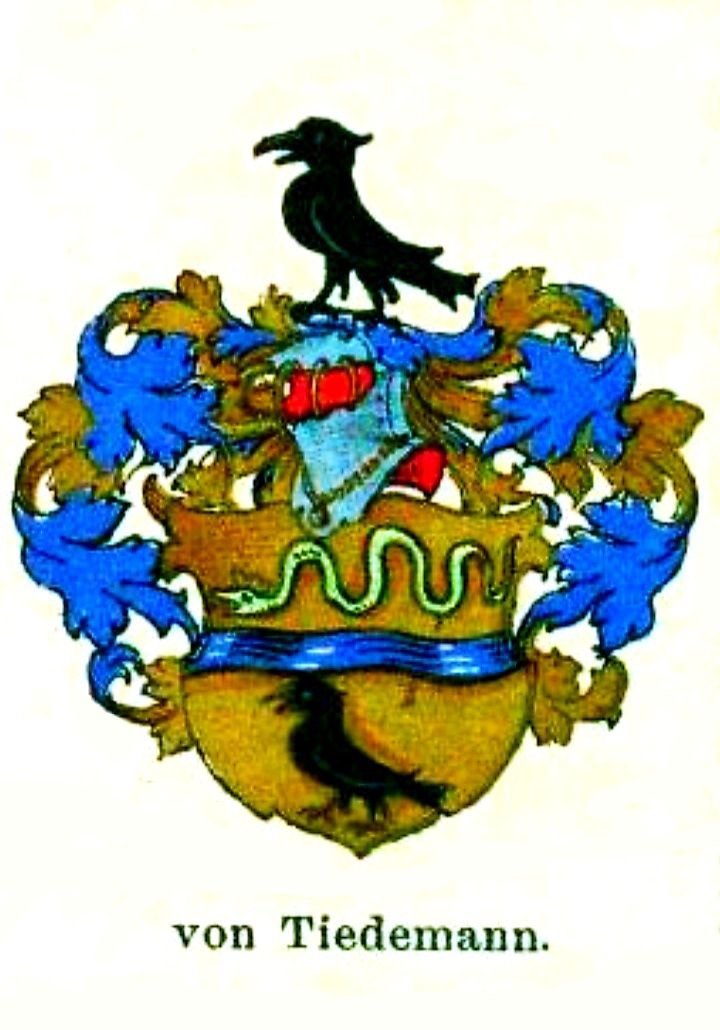
Wappen derer von Tiedemann, Variante mit Raben

Das Stammwappen zeigt in Blau einen silbernen Wellenbalken, begleitet oben von einer silbernen Schlange und unten von einer rotbewehrten silbernen Taube. Auf dem Helm mit blau-silbernen Decken eine Taube. Das Wappen ist seit Mitte des 17. Jahrhunderts nachweisbar. Historische Darstellungen  zeigen statt einer Taube auch einen Falken oder Raben.
Der Wappenspruch lautet: „Klug wie die Schlange, stetig wie der Fluss, friedfertig wie die Taube“.
Das Wappen (1820) ist geviert, 1 und 4 wie das Stammwappen, jedoch die Taube auf einer goldenen
Blätterkrone, 2 und 3 in Rot aus einer goldenen Blätterkrone wachsend ein geharnischter Arm mit einem stoßbereiten Dolch in der Faust (Brandis). Zwei Helme: rechts den des Stammwappens, auf dem linken mit rot-goldenen Decken der geharnischte Arm mit dem Dolch (Brandis).

## Bekannte Namensträger
- Karl Eduard von Tiedemann (1724–1792), preußischer Generalmajor und Ritter des Ordens Pour le Mérite
- Otto von Tiedemann (1811–1892), preußischer Generalleutnant und Ritter des Ordens Pour le Mérite
- Ludwig von Tiedemann (1841–1908), Architekt u. a. des Bibliotheksgebäudes der Universität Halle
- Heinrich von Tiedemann-Seeheim (1843–1922), Politiker, Mitbegründer und Vorsitzender des Deutschen Ostmarkenvereins
- Carl von Tiedemann (1878–1979), Offizier
- Heinrich von Tiedemann (1924–2020), Journalist
- Carlo von Tiedemann (1943–2025), Fernseh- und Radiomoderator
- Andreas von Tiedemann (* 1956), Agrarwissenschaftler